# Robert Barrat
Robert Barrat, född 10 juli 1889 i New York, död 7 januari 1970 i Hollywood, Kalifornien, var en amerikansk skådespelare. Han medverkade som birollsaktör i över 150 Hollywoodfilmer.

## Filmografi i urval
- 1933 – Kinesiska rummets hemlighet
- 1933 – Själar till salu
- 1933 – En farlig kvinna
- 1934 – Under-bar
- 1934 – Dimma över Frisco
- 1934 – Ett drama i New York
- 1935 – Kapten Blod
- 1935 – Med berått mod
- 1935 – Hett blod
- 1937 – Emile Zolas liv
- 1939 – Charlie Chan i Honolulu
- 1939 – Union Pacific
- 1940 – Nordvästpassagen
- 1940 – En dag i vilda västern
- 1945 – De skulle offras
- 1946 – Förlåt att jag spökar
- 1947 – Prärie
- 1947 – Två glada sjömän i Rio
- 1948 – Skuggad av gangsters